# Brava (Cabo Verde)
Brava es un municipio caboverdiano que abarca la isla de su nombre y los vecinos Islotes Secos.

## Topónimo
El municipio recibe su nombre de la isla. Cuando la isla fue descubierta recibió el nombre de São João. No obstante, algún tiempo después el nombre fue alterado debido al aspecto florido que tenía la isla. Le fue dado el nombre de "Brava", que en portugués significa "salvaje". 

## Geografía
El municipio abarca la totalidad de la isla de Brava y el grupo de islas cercano llamado Islotes Secos, que abarcan los islotes de Grande, Cima y los pequeños islotes de Rei, Sapado y Luís Carneiro, así como varios más pequeños todavía, todos ellos deshabitados.

## Organización territorial
Consta de dos freguesias:
- Nossa Senhora do Monte
- São João Baptista

## Demografía
| Gráfica de evolución demográfica de Brava entre 1940 y 2021 |
| |
| Población del municipio entre los años 1940 y 2010 según el censo de población de la página web Opendataforafrica.org. Población estimada según el Instituto Nacional de Estatística de Cabo Verde. Población según el resultado censal preliminar de 2021 del Instituto Nacional de Estatística de Cabo Verde según la página web citypopulation.de. |

## historia
En 1680 las frecuentes erupciones volcánicas en la vecina isla de Fogo hicieron que una parte de los habitantes de esta isla emigrasen a Brava.
Al final del siglo XVIII, cuando los balleneros de Rhode Island y New Bedford se aventuraron en los mares del sur, encontraron en Brava las condiciones ideales para reabastecer los navíos y reforzar la tripulación con marineros experimentados. Este intercambio originó la emigración de los bravenses a la costa de Nueva Inglaterra. En 1843 se instaló un consulado americano en Brava.

## Economía
El clima del municipio favorece las plantaciones de café, patatas, maíz, banana y caña de azúcar.

## Festividades
El 24 de junio son las fiestas de San Juan.